# 吉田有希 (アイドル)
吉田 有希（よしだ ゆうき、1989年3月29日 - ）は、日本の女性アイドル。血液型はA型。

## 人物・来歴
東京都出身。伊藤彩華・平野綾との3人組ユニット「Springs」のメンバーとして活躍。Sound Horizonでは「YUUKI」名義で第二期の活動開始時期より参加。アイドルを応援するポータルサイトアイドルcheck!にも参加している。
2012年5月31日付でスペースクラフトを退所し、同年10月1日よりプラチナムプロダクションに移籍したが、わずか1年足らずの2013年8月31日付で退所。その後、ゲームブランド「アージュ」の版権管理会社でもある「イクストル」に移籍したことをTwitterにて発表した。
2013年、ミス・アース・ジャパン2013に出場しファイナリストまで残るも受賞は果たせなかった。
2006年8月25日にお笑いタレントのマギー審司と結婚したと、一部スポーツ紙において字が同じであるモデルの吉田有希（よしだ ゆき）と間違って報道された事がある。
趣味は歌とダンス。特技はピアノとモノマネ。6歳下の妹がいる。

## 出演

### テレビドラマ
- 飛べない羽根（1996年、BSハイビジョン）
- ズッコケ三人組（1999年、NHK教育）
  - ズッコケ三人組2（1999年、NHK教育）
  - ズッコケ三人組3（2001年、NHK教育）
- 月曜ドラマスペシャル 家庭欄記者・鍋嶋六郎（1999 - 2000年） - 鍋嶋理恵
- 平成夫婦茶碗（2000年、日本テレビ）
- 柳橋慕情（2000年、NHK総合）
- ファイト（2005年、NHK総合）
- 野ブタ。をプロデュース（2005年、日本テレビ）
- こんなところで裏切り飯（2024年1月19日 - 3月22日、中京テレビ）
  - こんなところで裏切り飯 〜嵐を呼ぶ七人の役員〜（2025年1月16日 - 3月20日、中京テレビ・日本テレビ）

### 他テレビ番組
- おとこのこ・おんなのこ （1998年、フジテレビ）

### 映画
- コーラスたい♪ 〜彼女たちのキセキ〜（2007年、財団法人民族芸術交流財団推薦作品）

### ラジオ
- あけことYUUKIのAre You Lady?（2014年 - 2015年、超!A&G+） - 明坂聡美と共演

### CM
- 呉羽化学「NEWクレラップ」 （1998年）
- 池田模範堂「ポケムヒ」 （2005年）
- ベネッセコーポレーション「進研ゼミ高校講座」 （2006年）
- ニンテンドーDSソフト「テイルズ オブ イノセンス」 バトル編 （2007年）
- グロップ「 新しい日々へ」編（2016年）　 - CMソング「GROP〜未来の声〜」を歌唱。

### ゲーム
- マブラヴ オルタネイティヴ トータル・イクリプス PC版（2014年、蓮川） - 「YUUKI」名義。

### その他
- KOSE ソフティモ「角栓すっきりスーパー黒パック」「衝撃!あぶらとり スーパー黒シート」（2007年）

## ディスコグラフィ
シングル
- rosa bianca

## 参加作品

### CD
Sound Horizon
- 『少年は剣を…』
  - 「終端の王と異世界の騎士 〜The Endia & The Knights〜」
  - 「緋色の風車 〜Moulin Rouge〜」
- 『Roman』
  - 「美しきもの」
  - 「星屑の革紐」
  - 「朝と夜の物語」
  - 他コーラスも担当
- 『聖戦のイベリア』
  - 「争いの系譜」
  - 「石畳の緋き悪魔」
  - 「侵略する者される者」
- 『Moira』
  - 「人生は入れ子人形 -Матрёшка-」
  - 「神話 -Μυθος-」
  - 「運命の双子 -Διδυμοι-」
  - 「奴隷市場 -Δουλοι-」
  - 「死と嘆きと風の都 -Ιλιον-」
  - 他コーラスも担当

### DVD
- Sound Horizon Concert Tour 2006-2007 『Roman 〜僕達が繋がる物語〜』
- Bon-Bon Blanco ライブDVD 『女祭』
- Sound Horizon 6th Story Concert 『Moira』 〜其れでも、お征きなさい仔等よ〜
- Triumph 〜第二次領土拡大遠征の軌跡〜 ※DVD付属の写真集
- 第三次領土拡大遠征凱旋記念 『国王生誕祭』

## 所属ユニット
- Nansho Kids
- ミュウ・ファイヴ
- Springs
- Sound Horizon